# Hans-Joachim Heldt
Hans-Joachim Heldt (* 13. März 1934 in Stettin) ist ein deutscher Diplomat.

## Leben
Hans-Joachim Heldt machte 1953 sein Abitur am Wilhelmsgymnasium München. Seit 1955 ist er Mitglied des Corps Hansea Bonn. Heldt absolvierte 1957 das erste und 1961 das zweite juristische Staatsexamen. Von 1961 bis 1965 übte er den Beruf des Anwalts aus. 1965 trat Heldt in den Auswärtigen Dienst. 1970 war er als Konsul in Manila akkreditiert. 1980 war Heldt in London akkreditiert. Er ist verheiratet und hat drei Kinder.